# Biely potok (dopływ Wagu)
Biely potok – potok w powiecie Martin w środkowej Słowacji. Ma długość 2,4 km i jest lewostronnym dopływem rzeki Wag. 
Wypływa w Wielkiej Fatrze na wysokości około 700 m w dolince wcinającej się między stoki Magura (1059 m) i Tlstý diel (990 m). Płynie początkowo w kierunku północno-zachodnim, potem północnym. Po przyjęciu dopływu spod przełęczy Ľubochnianske sedlo zmienia kierunek na północno-zachodni i wypływa na Kotlinę Turczańską. Tu, na północny wschód od zabudowań wsi Nolčovo na wysokości około 407 m uchodzi do Wagu.

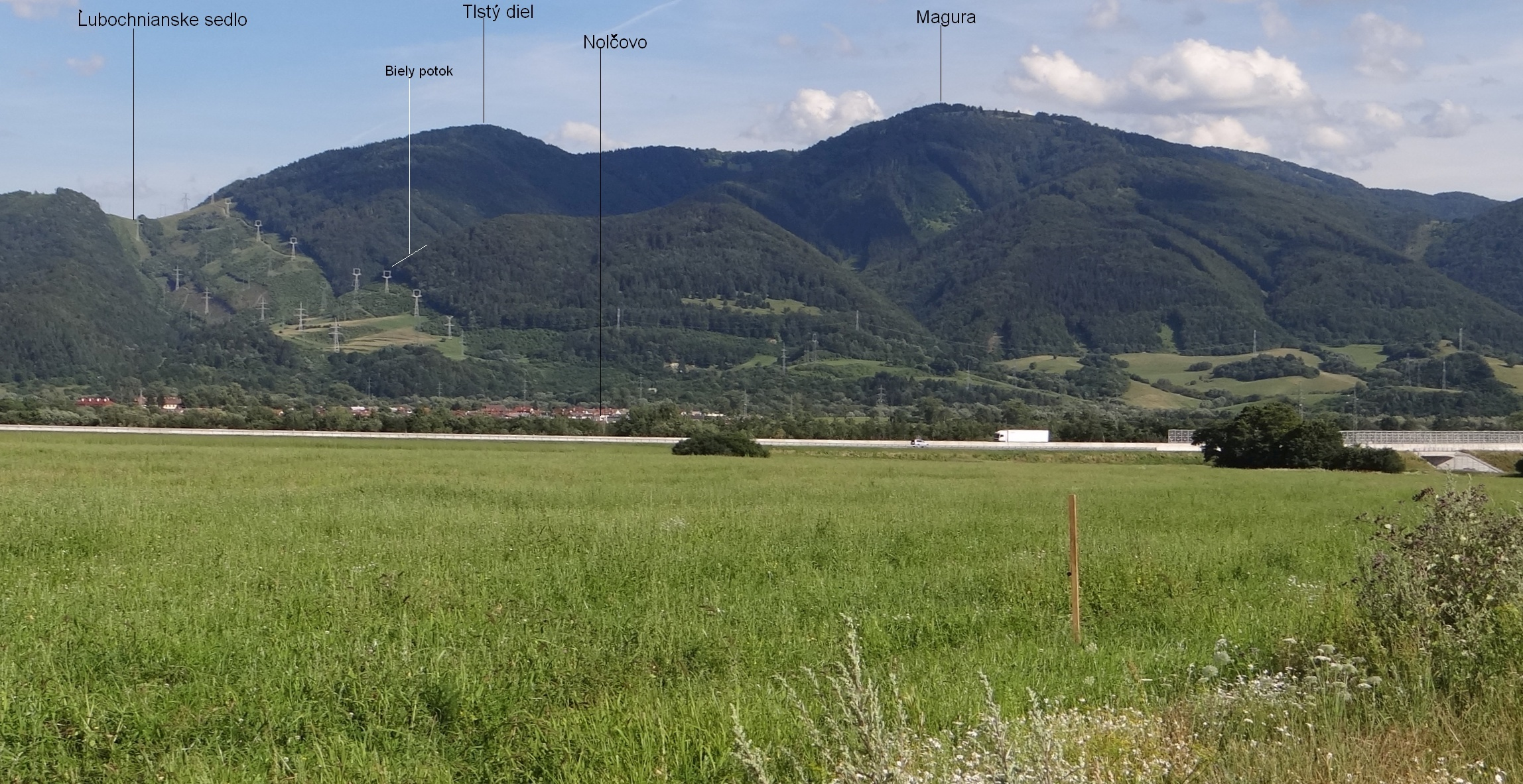
Widok z Kotliny Turczańskiej na dolinę Bielego potoku